# Złamanie Jeffersona
Złamanie Jeffersona – szczególna postać złamania kręgu szczytowego. Powstaje w mechanizmie kompresyjnym, do którego dochodzi w przypadku działania siły na szczyt czaszki, która następnie przenosi się za pośrednictwem kłykci kości potylicznej na boczne powierzchnie kręgu szczytowego powodując podwójne złamania: łuku przedniego i łuku tylnego tego kręgu z oddzieleniem się powstałej w wyniku urazu części kręgu (złamanie wielofragmentowe).